# Seminario Conciliar de San Ildefonso (Yucatán)

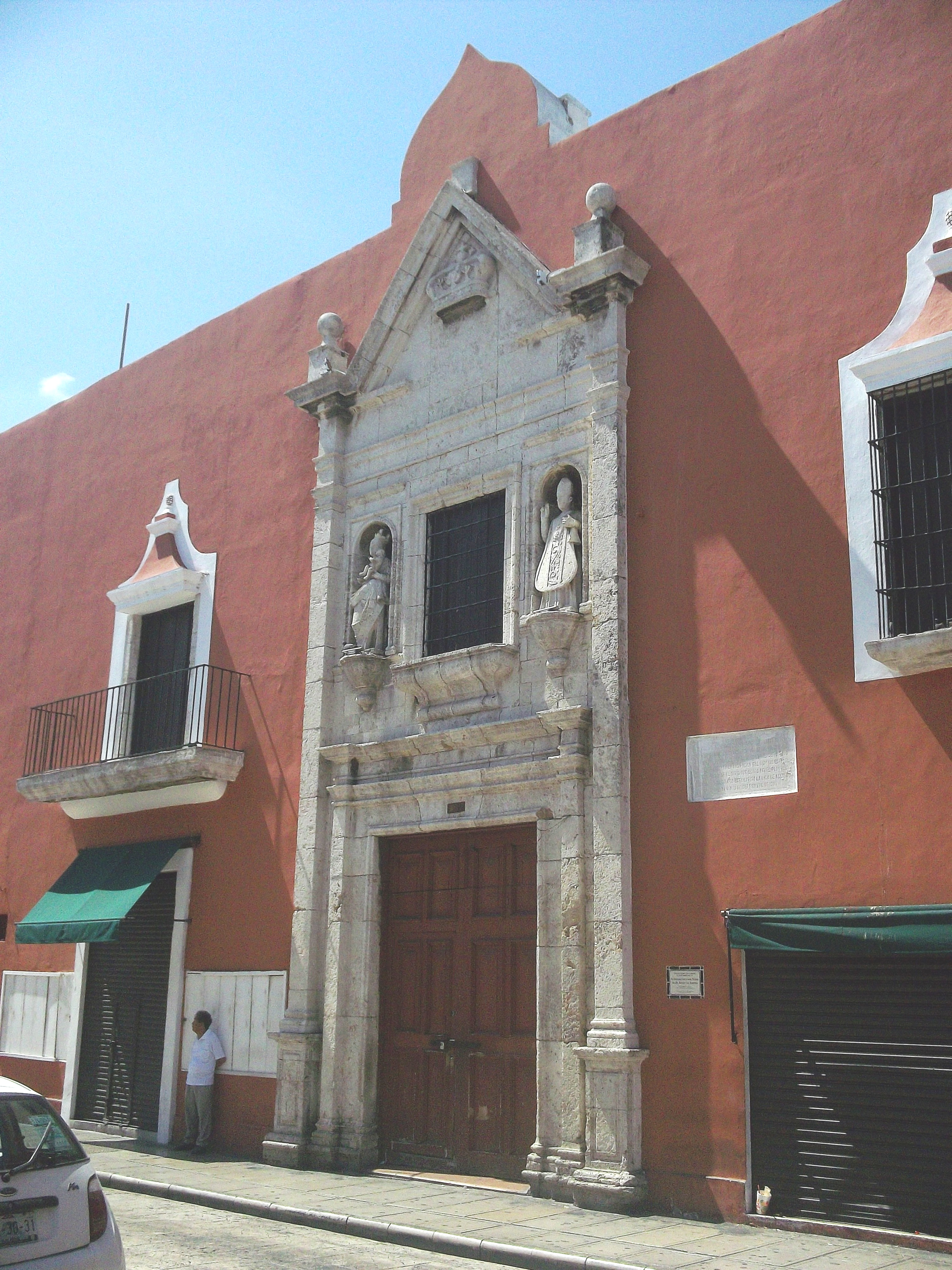
Antiguo Seminario Conciliar de Nuestra Señora del Rosario y San Idelfonso.

El Seminario Conciliar de San Ildefonso fue fundado en la ciudad de Mérida en Yucatán en 1751, por el obispo fray Francisco Tejada Díez de Velasco quien, para ese propósito, cedió el patio y el huerto del palacio episcopal. El edificio se construyó en la esquina de las calles 58 y 63. Se enseñó latín, filosofía, teología, retórica, música y canto. En 1867, se funda el Colegio de San Ildefonso como institución sucesora del seminario que había cerrado sus puertas como resultado de las Leyes de Reforma. El nuevo colegio, aunque de inspiración jesuita, era laico y contaba con un plan de estudios inspirado en los liceos franceses (lycée). En el mismo local donde se ubicaba el Colegio de San Ildefonso se estableció y funcionó el Instituto Literario de Yucatán. Ambas instituciones educarón a generaciones de la élite yucateca.

## antecedentes históricos (1611-1867)
El antecedente más remoto del Seminario Conciliar de San Ildefonso en Yucatán fue el Colegio de San Francisco Javier, establecido por la Compañía de Jesús en virtud de una cédula real de Felipe III con fecha del 16 de julio de 1611, aunque su apertura fue demorada hasta el año de 1618. El principal promotor del Colegio fue Martín del Palomar, alcalde de la ciudad de Mérida en diversas ocasiones, quien legó un predio situado una esquina al norte de la Catedral de Yucatán, cuyo solar abarcaba lo que hoy se conoce en la ciudad de Mérida como Iglesia de la Tercera Orden, el denominado Callejón del Congreso y el Teatro Peón Contreras. En 1624 al Colegio se le dio el título de Universidad, que fue cerrada en 1767 a raíz de la expulsión de los jesuitas de los dominios españoles decretada por el rey Carlos III. A raíz de esto la educación media y superior en la provincia de Yucatán fue totalmente adscrita al Seminario Conciliar de San Ildefonso, institución que había sido fundada un poco antes por la Orden de San Francisco.
El Seminario siguió existiendo hasta que las Leyes de Reforma provocaron su clausura en 1861. El gobierno imperial de Maximiliano de Habsburgo lo reinstaló en 1864, pero poco después, al triunfo de la República, en 1867, fue nuevamente clausurado y el edificio incautado.

## Colegio de San Ildefonso (1867-1915)
En 1867, al cerrar definitivamente sus puertas el Seminario Conciliar,  Norberto Domínguez Elizalde y Crescencio Carrillo y Ancona establecieron el Colegio de San Ildefonso, un colegio privado y selectivo de inspiración jesuita que seguía un programa de estudios inspirado en el liceo francés. El Colegio de San Ildefonso compartía instalaciones con el Instituto Literario de Yucatán - también fundado en 1867 -  dos instituciones que educaron a varias generaciones de la élite peninsular.  
El Colegio de San Ildefonso "llegó a ser una institución de primer orden con su propio observatorio meteorológico con los aparatos más avanzados de su tiempo, con espléndidos gabinetes de Física, Química, Zoología, Geología y Mineralogía; su biblioteca con más de cinco mil volúmenes era respetable. Se ha dicho que el Colegio de San Ildefonso se encontraba a la altura de los mejores de América". Los egresados del Colegio de San Ildefonso egresaban hablando francés e  inglés con fluidez. 
El Colegio de San Ildefonso cesó sus operaciones cuando el general Salvador Alvarado, al triunfo de la revolución constitucionalista en 1915, decretó su clausura definitiva como institución educativa pública. A partir de 1938 funciona en local privado en el rumbo de Itzimná, con la única misión de formar a los candidatos adultos al sacerdocio de la arquidiócesis de Yucatán.

## Alumnos distinguidos
- Lorenzo de Zavala
- Tomás Antonio O'Horán y Argüello
- Vicente María Velázquez
- Andrés Quintana Roo
- Eligio Ancona (en la Universidad Literaria de Yucatán)
- Olegario Molina Solís
- José María Pino Suárez